# Giampaolo Lai
Giampaolo Lai (Milano, 27 maggio 1931) è uno psicoanalista italiano.
Membro Ordinario della Società Svizzera di Psicoanalisi e della International Psychoanalytical Association, psicoterapeuta iscritto all'Albo degli Psicologi della Lombardia e all'Ordine dei Medici di Milano, vive e lavora a Milano. È il fondatore del Conversazionalismo, dispositivo psicoterapeutico che innesta la filosofia del linguaggio nella teoria e pratica della psicoanalisi.

## Biografia
Nato il 27 maggio 1931, si è laureato in Medicina all'Università di Bologna nel 1956. Poi ha lavorato fino al 1967 in Svizzera, alla Clinica Psichiatrica dell'Università di Losanna, svolgendo parallelamente il proprio training psicoanalitico.
Nella clinica, ha svolto attività di psicoterapia psicoanalitica con i pazienti psicotici, pubblicandone i risultati, con Christian Müller e Luc Kaufmann, nell'Encyclopédie Médico-Chirurgicale (1967) e in altre riviste scientifiche. Inoltre ha inaugurato esperienze di psicoterapia di gruppo con pazienti affetti di demenza senile, e con pazienti psicotici.
Tornato in Italia si è dedicato alla pratica privata come psicoanalista, e alla formazione in gruppo di manager aziendali e di operatori delle istituzioni psichiatriche pubbliche e private, secondo il metodo eterocentrato descritto nel suo libro Gruppi di Apprendimento, 1973, Boringhieri, Torino.
Allievo di Giancarlo Zapparoli e Franco Fornari, ha fatto parte per lunghi anni del Centro milanese per lo sviluppo della psicoterapia, diretto da Pier Francesco Galli, collaborando alla sua rivista Psicoterapia e Scienze Umane. Nel 1989 ha fondato l'Accademia delle Tecniche Conversazionali, di cui è Presidente, e la Rivista Tecniche conversazionali, ora on line, di cui è Direttore responsabile.
Negli anni 2001-2003 ha svolto una ricerca sull'approccio conversazionale con i malati di Alzheimer, in collaborazione con il Servizio di Psichiatria II dell'Università Milano-Bicocca.
Ha svolto, fino al 2006, l'attività di professore a contratto presso la Scuola di Specialità in Psicoterapia dell'Università Statale di Milano e conduce un Laboratorio di Tecniche conversazionali nella Facoltà di Psicologia dell'Università Cattolica del Sacro Cuore di Milano. È Direttore scientifico della Scuola Quadriennale di Psicoterapia Conversazionale di Parma, fondata nel 2006 insieme a Antonino Minervino. Dalla metà degli anni novanta, ha elaborato un metodo originale conversazionale per l'assessment e la formazione di manager, collaborando con diverse aziende nazionali e multinazionali.

## Pensiero

### La ricerca della felicità
Nelle sue ricerche psicoanalitiche ha innestato la filosofia del linguaggio e in particolare degli speech acts nella teoria e pratica della psicoanalisi. Ha privilegiato la dimensione etica rispetto alla dimensione conoscitiva, sostituendo alla ricerca della verità la ricerca della felicità. Ha studiato la perdita dell'identità e la dissoluzione dell'io psicologico.

### Il Conversazionalismo
Ha elaborato un dispositivo concettuale e pratico, il Conversazionalismo, istituito sulle seguenti parole chiave: conversazione materiale, conversazione immateriale, avventure del soggetto grammaticale. Caratteristica del Conversazionalismo è la de-psicologizzazione della pratica conversazionale, che si basa unicamente sul testo analizzato dal punto di vista grammaticale e logico-modale.

### Bilateral verbal trade
Ha formulato la concezione del bilateral verbal trade, che considera la conversazione professionale, alla luce di concetti economici, come commercio bilaterale di parole, dove il terapeuta o professionista in quanto trader venditore, e il paziente o cliente in quanto trader compratore si scambiano beni di parola. All'interno del bilateral verbal trade si distingue il mercato commerciale, quando il trader compratore si reca al mercato per realizzare un guadagno, dal mercato collaterale, quando il trader compratore si reca al mercato per intrattenervisi.

## Pubblicazioni
- Dépression et vieillesse (con Luc Ciompi), Han Huber, Bern-Stuttgart, 1969.
- Il momento sociale della psicoanalisi, Boringhieri, Torino, 1970.
- Gruppi di apprendimento, Boringhieri, Torino, 1973.
- Le parole del primo colloquio, Boringhieri, Torino 1976, 3ª ed. Bollati-Boringhieri, Torino, 2008.
- Un sogno di Freud, Boringhieri, Torino, 1977.
- Due errori di Freud, Boringhieri, Torino, 1979.
- La conversazione felice, Il Saggiatore, Milano, 1985.
- Disidentità, Feltrinelli, 1988, Milano; 3a ed, Franco Angeli, Milano, 1999.
- Conversazionalismo, le straordinarie avventure del soggetto grammaticale, Bollati-Boringhieri, Torino, 1993.
- La conversazione immateriale, Bollati-Boringhieri, Torino, 1995.
- L'eternità sulla Piazza del Mercato. Bilateral verbal trade, Edizione Vita & Pensiero, Milano, 2011.
- Spettri sul divano. Il ritorno degli antenati in psicoanalisi, Franco Angeli, Milano, 2015.
- Slittamenti d'anima, Aracne, Roma, 2019.